# CLIE
CLIE / CLIÉ（クリエ）は、ソニーが開発・製造・販売していた、Palm OSを搭載するPDA。CLIEとは、"Communication Linkage for Information & Entertainment"の頭文字をとった造語である。
ソニーではCLIEをPDAを意味する「パーソナル・デジタル・アシスタンツ」ではなく、「パーソナル・エンターテインメント・オーガナイザー」としており、ビジネス用途としてよりもエンターテインメントツールとして、オリジナルのPalm OSの機能に頼らず、独自の拡張によっていち早く高解像度（ハイレゾリューション）のカラー液晶を搭載し、デジタルカメラを搭載するなどした端末を発売し、画像や音楽プレーヤーとして使えるマルチメディア路線を選んだ。その結果、これまでPDAと縁の無かった層の人々にも使用された。
しかしPalm OSを含めたPDA全体の進化がスマートフォンに志向したことで、トレンドから外れたCLIEの高機能化路線は海外の個人ユーザーに受け入れられなくなり、2004年6月には同年秋以降の海外での新機種投入の終了を発表した。その後も日本国内では動画や写真の閲覧に重点を置いたPEG-VZ90を発売したが、2005年2月には、同年7月をもって全ての機種の生産を終了することを発表、これによりPalmメーカーは日本市場から完全撤退となった。

## 特徴
元々PDAは使える電力に限りがあり、高速なCPUを積んで動画処理をおこなうには向いていない。また、Palmというデバイスは電池交換あるいは充電一回で長期間使えることに重点が置かれていて、マルチメディア志向ではなかった。だがソニーはCLIEに比較的高速のCPUを採用した。また、PEG-N700C以降は日本語表示がきれいな320×320ドットのハイレゾリューション（以下ハイレゾ）液晶を搭載、他のPalmメーカーを日本市場から撤退させた。
また、外部メモリとしては、同社のメモリースティックを採用、自社製品とのシームレスな連携を謳っていた（独自の仕様変更のため、MacとのSyncにはサードパーティによるツールが別途必要となった）。中にはCFメモリーカードを外部メモリとして利用できる機種もある。
オーソドックスなPalmスタイルのモデルには固執せず、本体下部の上下スクロールボタンとジョグダイヤルを搭載した上で機能を分けたり、TJ25などの後期モデルではジョグダイヤル自体を上下スクロールボタンの位置に埋め込み上下左右の入力を可能にした。PEG-NX80Vなど、本体を開くとキーボードが現れるモデルも発売された。グラフィティ領域が固定的ではなく、画面の一部に表示される「バーチャルグラフィティ」とも呼ばれる形式のモデルもあり、さらには漢字・かなを直接入力できるデクマ手書き入力ソフトウェアを搭載している機種もあった。
日本向け端末には日本語入力システムとして「ATOK Pocket」を採用している。
PEG-N700Cなどの音楽再生に重点を置いたモデルには、ウォークマンのようなリモコンつきイヤフォンが標準装備されている。
PEG-UX50などの横長のワイド液晶モデルに至っては、いわゆる電子辞書のようなスタイルで、他の一般的なPalmデバイスとは異なる外見をしていた。
VFS（Virtual File System）、画面の縦横切り替え方式など、ソニーが提唱した方式がPalm OSに採用されたが、各Palm OS採用メーカーにおけるハードウェア的追加部分の差異や、ソフトウェアの共有がなされていなかった事などからPalm OSとしての共通化はなされなかった。

## 機種

### PEG-S300/PEG-S500C
2000年発売。PalmOS3.5搭載。初代CLIE。Palmにジョグダイヤル・メモリースティック・スロットを加えた。ハードウェアボタンが手でもスタイラスでも押しやすくデザインされている。PEG-S500Cはカラーだったが、バックライト用ELの性能から、非常に暗かった。PEG-S300は後にVAIO PCV-LX30/BPとのセット販売が行われた。

### PEG-N700C
2001年発売。PalmOS3.5搭載。2代目CLIE。初代機に比べSONYらしさを全面に出し、音楽再生機能（ATRAC3）とハイレゾ液晶を搭載。このハイレゾ液晶はPalm OSでは比較的新しい試みだったため、既存のアプリケーションとの互換性が懸念されたが、当時はPDAが最盛期だったこと、ユーティリティなどで対処が出来たこともあって大きな問題にはならなかった。後に有償で、音楽再生機能のMP3形式対応、PalmOS4へのアップグレード対応などが行われた。

### PEG-N600C
2001年発売。PalmOS4搭載。PEG-N700Cから音楽機能を省いた下位モデル。PalmOS3.5のN700Cと併売されたこともあり、OSのバージョン差による性能差を批判する意見もあった。カラーバリエーションとしてラベンダーパープルが存在。VAIOと色系統が同じ事もありセットで購入する人も多かった。後に音楽再生機能を付加するアクセサリーが発売された。

### PEG-N750C

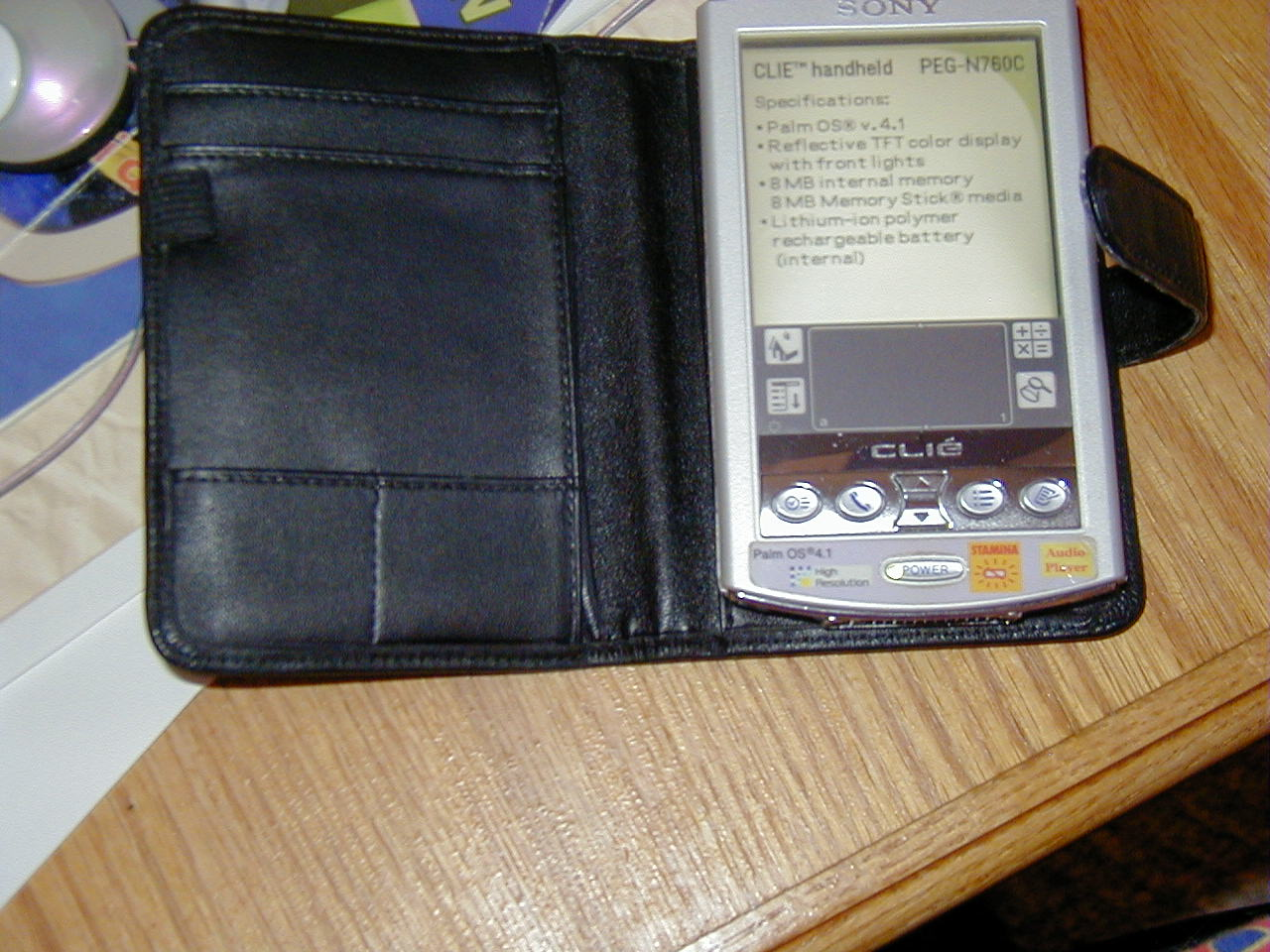
PEG-N760C（米国モデル）

2001年発売。PEG-N700CをMP3対応・PalmOS4にアップグレードし、一部仕様を改善したマイナーチェンジモデル。

### PEG-T600C/PEG-T400
2001年発売。PalmOS4搭載。薄型化、FM音源搭載、遊びの多かった拡張コネクタの改良、リモコン用LEDの新設など数々の改良が行われた。その反面薄型化によるホールド感の低下や、駆動時間の減少などの退行点もあった。両機種とも音楽再生機能は非搭載のため、PEG-N750Cとの併売がなされた。T400はハイレゾモノクロという新しい液晶を搭載し、白と黒のハッキリとしたコントラストが特徴だったがその反面、液晶反応速度の低下による残像の発生というあらたな問題点も抱えていた。このモデルから公式に、周辺機器利用によるCF型PHSの利用がサポートされた。

### PEG-NR70/PEG-NR70V

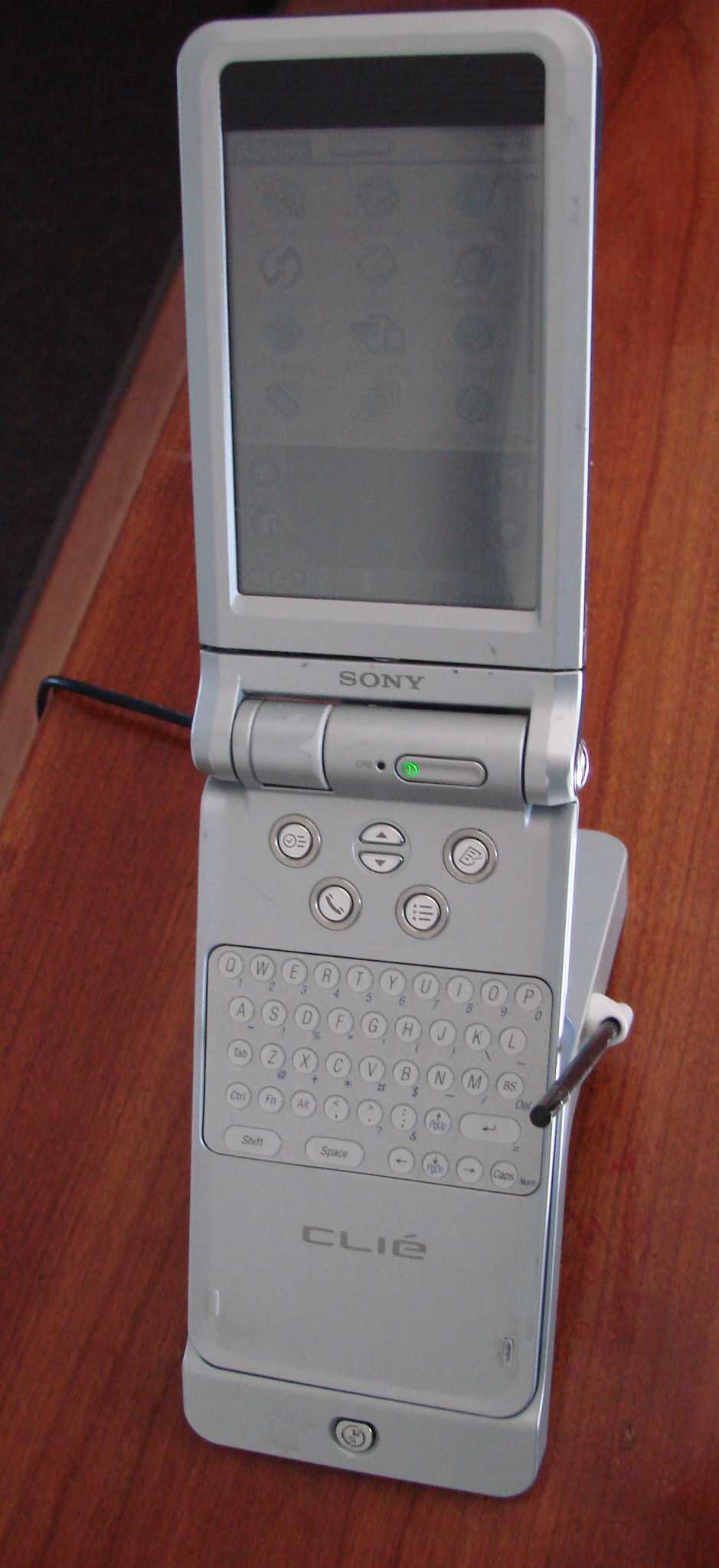
PEG-NR70V

2002年発売。PalmOS4搭載。QWERTYキーボード搭載、折りたたみ型CLIE。これまでに無い斬新なスタイルで、Palmデバイスの新境地とも呼ばれた機種。液晶・タッチパネル部が180度回転し、広げて使う・閉じて使うという2通りの使い方ができるという「Wingデザイン」のほか、キーボードとソフトウェアグラフィティを搭載。これらは後のCLIEシリーズに引き継がれている。OSにはPalm OS Ver 4.1を、CPUにはDragonBall Super VZ 66MHzを使用。PEG-NR70Vには10万画素のCMOSイメージセンサー（カメラ機能）が備わっている。ソフトウェアキーボードやカメラ機能、メディアプレーヤー機能、320×480ドットのワイドハイレゾ液晶など、エンターテインメント志向で、PDAを使い慣れていないユーザの獲得を狙った商品だったが、それまでPDAを使い慣れていた人々からは、「押すとすぐにメモ帳やアドレス帳などが起動するハードウェアボタンがキーボードと同じ面にあり、画面を閉じた状態で使用しているとすぐには押せない位置のため不便である」「ボディーが厚く重い」「駆動時間が短い」などの批判的な意見も述べられた。

### PEG-T650C
2002年発売。PalmOS4搭載。PEG-T600Cをモデルチェンジし音楽再生機能の付加、CPUをNR70/70Vと同等のDragonBall Super VZ 66MHzに引き上げたモデル。上記の性能アップにも関わらずバッテリー容量は変わらなかったため、駆動時間がさらに減少。

### PEG-SJ30
2002年発売。PalmOS4搭載。カジュアルに気軽に持ち運びできるように改良された機種。Wingスタイルではなく、キーボードも搭載されていない。ファミコンのコントローラーのような付属アクセサリをつけることで携帯ゲーム機にもなることが売りだった。

### PEG-NX70V/PEG-NX60
2002年発売。PalmOS5搭載。QWERTYキーボード搭載、折りたたみ型CLIE。NR70の後継機種。OSにPalm OS Ver5.0を、CPUにはインテルPXA250 200MHzを採用した。Wingデザインやハードウェアキーボードなどはそのまま継承された。NR70との主な違いは、カメラ（PEG-NX70Vのみ搭載）が31万画素になり、音声付動画を録画できるようになったこと、通信専用のコンパクトフラッシュカードスロットを搭載したことなど。コンパクトフラッシュスロットがメモリカード非対応だったため批判の声があった。OSが変わったことによるソフトウェアの不具合、調整不足などもあり、後に500kb超にも及ぶソフトウェアのアップデートが次々に行われた。

### PEG-NZ90
PalmOS5搭載。QWERTYキーボード搭載、折りたたみ型CLIE。エンターテイメントツールとしてのCLIEシリーズの集大成ともいえる機種。NRに始まったWingスタイルを継承しつつも、カメラが200万画素のCCDカメラになり、Bluetoothを内蔵。カメラは従来機と異なり回転はしない。ハードウェアキーボードの下に「FeliCaリーダー」を内蔵し、この部分にSuicaやEdyカードをかざすことで、その残高などを照会できる。フラッグシップモデルだけあり機能も盛りだくさんだったが、その分カメラ使用時の駆動時間が短いなどツメの甘さも指摘された。

### PEG-TG50

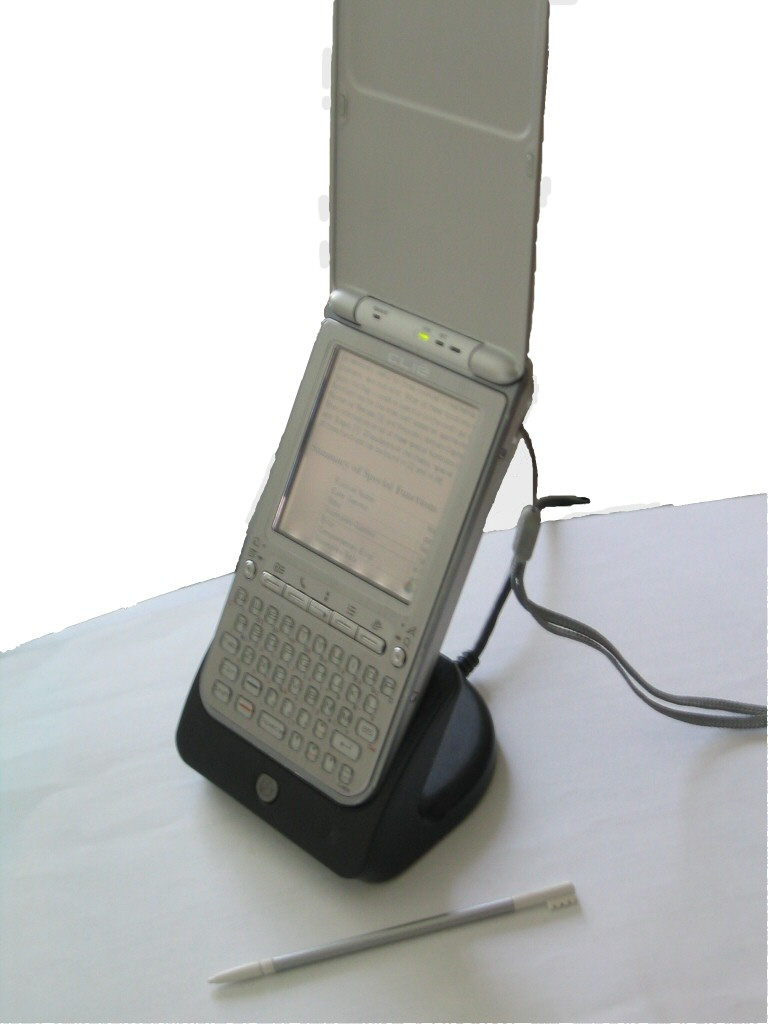
PEG-TG50

PalmOS5搭載。NZとは対照的に、ビジネスシーンでの使用を想定したスリムな機種。Wingスタイルではないが、上部に液晶、下部にハードウェアキーボードを備えている。そのため、液晶が若干小さめで、グラフィティエリアは標準では表示されない。本体保護用にフリップが搭載されたが、開くとNXと大して変わらない専有面積になるため、外して使用する人も多かった。Bluetoothとボイスレコーダーを内蔵。音楽再生機能を有していたが、リモコンは搭載されていない。

### PEG-NX80V/PEG-NX73V
PalmOS5搭載。QWERTYキーボード搭載、折りたたみ型CLIE。NX70の後継機種。これまで通信機能限定だったコンパクトフラッシュを、データ保存メモリとして使用できるように改良を加えた。また、手書き認識ソフトとして「デクマ手書き入力」を搭載し、グラフィティを用いないでかな漢字による入力を行えるようになったほか、カメラの画素が130万画素（PEG-NX80Vのみ）になり、ハードウェアキーボードにバックライトを搭載した。NX80Vはメモリを増量し、16MBをフルにユーザー領域に使用できるようになった。

### PEG-SJ33
PalmOS4搭載。PEG-SJ30の後継機種。音楽再生機能の追加やCPUをDragonBall Super VZ 66MHzに引き上げるなど基本機能の充実を図った。バッテリー駆動時間が15時間に伸びた。TG50のようにフリップが付き、カラーバリエーションとして多数のラインナップが展開された。

### PEG-UX50

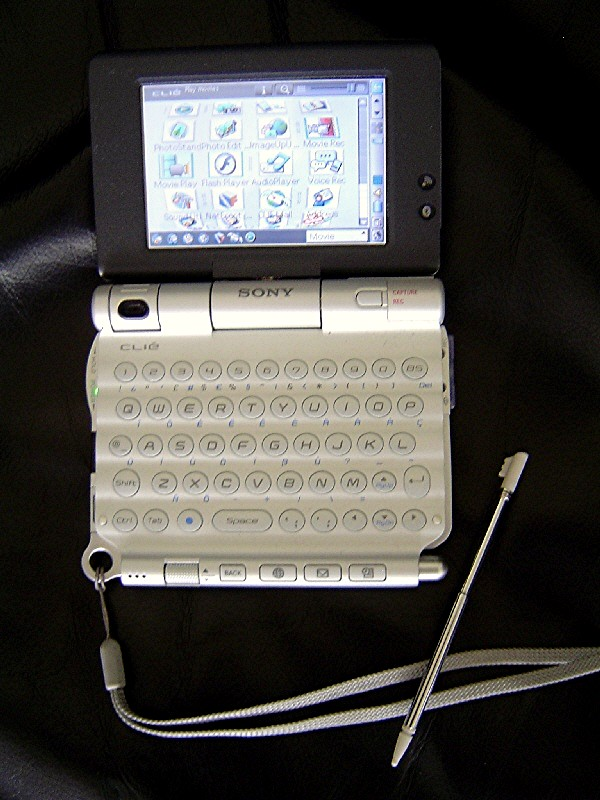
PEG-UX50

2003年8月に発売。PalmOS5.2搭載。QWERTYキーボード搭載、折りたたみ型CLIE。CLIEのWingスタイル同様の液晶部分が回転するスタイルを採用し横型だった、2002年12月にシャープから発売された「ザウルス SL-C700」とほぼ同じ形をとり、さらに「世界最小・最軽量」を謳った機種。ノートパソコンを小型化したような外観をしており、Wingスタイルなので液晶部分を回転させ畳んだ形でも使用できる。Bluetooth、無線LAN、フルキーボード、31万画素の回転カメラのほか、約22Mの内蔵メディアを搭載した。この機種からOSの仕様が変わったため、FM音源が非搭載になった。この機種から手書き入力ソフトGraffitiがGraffiti2に変更された。PalmOS5.2が搭載されている機種にはGraffiti2が搭載されている。

### PEG-TJ25
2003年10月に発売。PalmOS5.2搭載。「デジタル手帳」として販売され、手帳の置き換えをねらったモデル。実質SJ33の後継機種で、6色カラーバリエーションが展開された。Palm OS5モデルで唯一、音楽再生機能が省かれた。

### PEG-TJ37
2004年発売。PalmOS5.2搭載。PEG-TJ25をベースに作られたモデルで、メモリが16Mから32Mになり、カメラが搭載され、音楽プレイヤーとしても利用可能である。同時発売のPEG-TH55の売れ行きが好調だったため、こちらは早々に生産終了になった。

### PEG-TH55
2004年発売。PalmOS5.2搭載。ストレート型で初めてワイドハイレゾ液晶（ソフトウェアグラフィティ）を搭載した。標準色のブラックの他に限定色のセレブレッドも存在する。無線LANを内蔵し、HotSyncも無線LANで行える。クリエオーガナイザーと呼ばれる紙の手帳の使い勝手を目指したソフトウェアが搭載されていたが、この機種のCPU（Sony Handheld Engine）では力不足のため、動作が緩慢だった。欧州版はBluetoothを搭載しているが、日本版には搭載されていない。駆動時間がシリーズ中で最長と推測される。メモリースティックROMによる辞書ソフトを同梱した派生モデルPEG-TH55DKも発売された。

### PEG-VZ90
2004年9月発売。PalmOS5.2.1搭載。480×320ドット表示対応3.8型のカラー有機ELディスプレイを搭載し、動画や写真の閲覧に特化している。事実上、日本語Palm PDAおよびCLIEの最終製品となる。